# Vicente Mariani

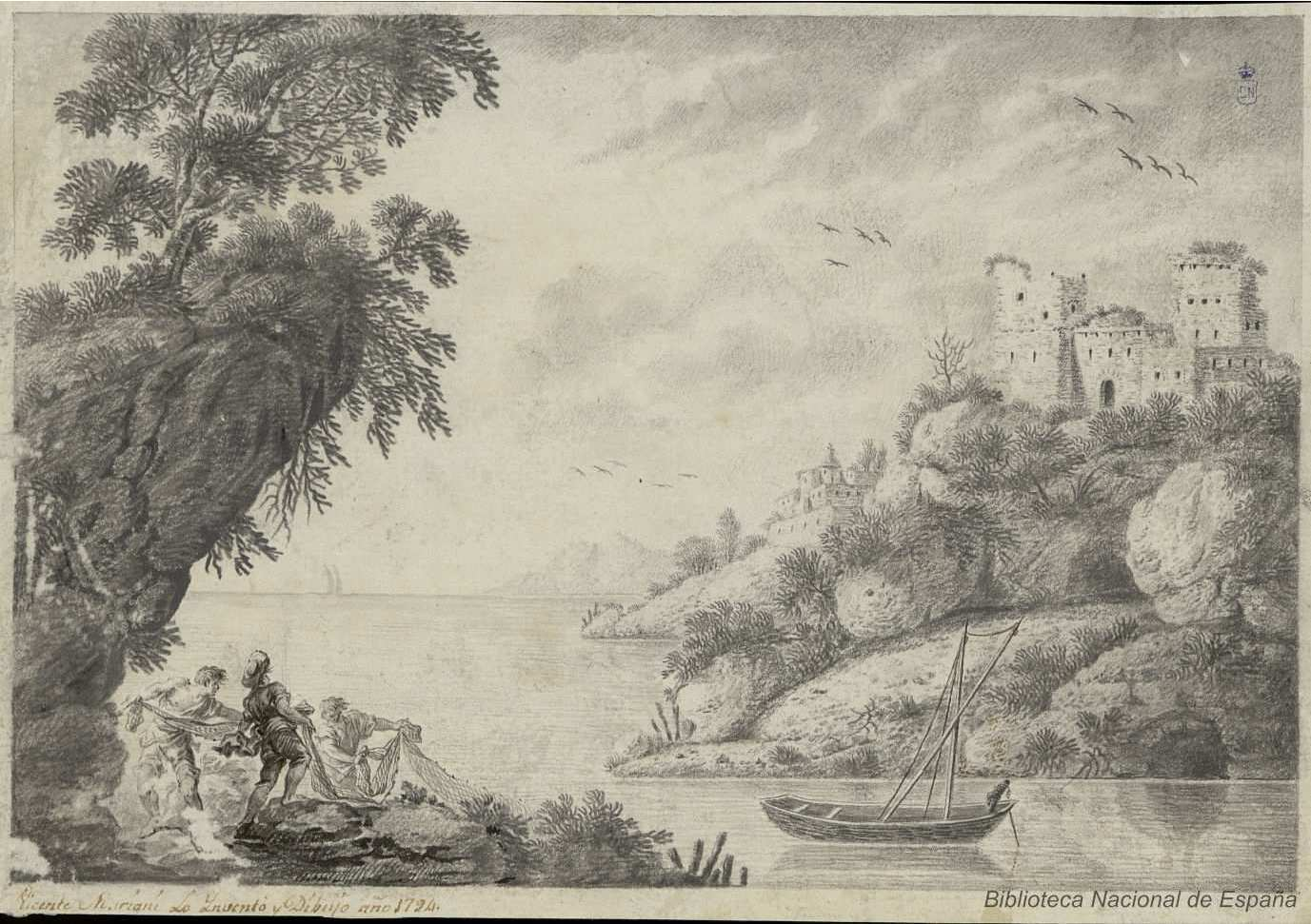
Paisaje con lago y castillo en ruinas, aguada gris a pincel con retoques de tinta a pluma. Biblioteca Nacional de España.

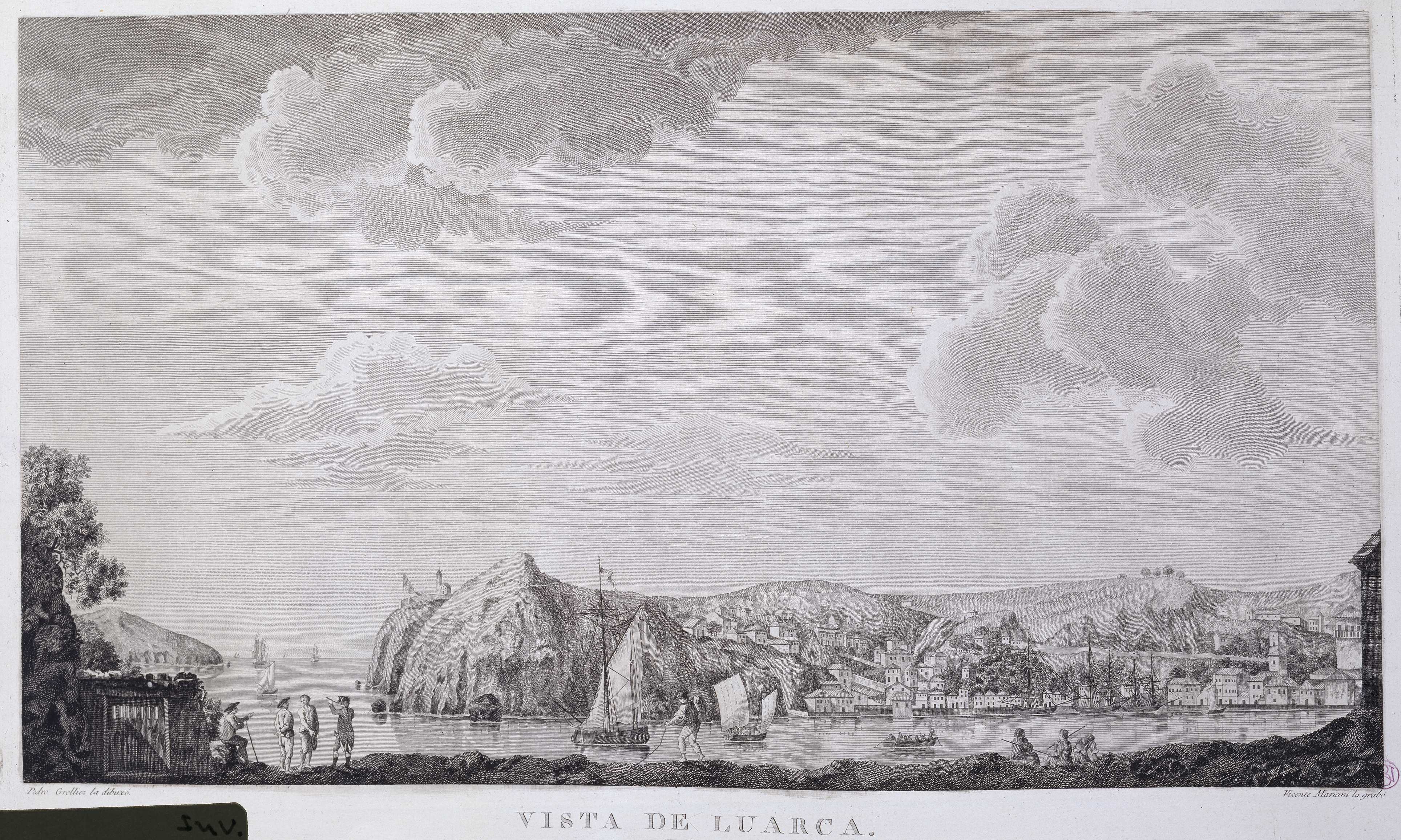
Vista de Luarca, grabado de Vicente Mariani según Pedro Grolliez. Biblioteca Nacional de España.

Vicente Mariani y Todolí (Valencia, c. 1765-Madrid, 1819) fue un grabador calcográfico español.

## Biografía
Descendiente de una familia italiana establecida en España, parece probable que iniciase sus estudios en la Real Academia de San Carlos de Valencia, aunque muy pronto pasó a la de San Fernando de Madrid, donde ya se encontraba matriculado en 1784. Protegido por el conde de Fernán Núñez, embajador de España en París, que lo hizo su dibujante y amanuense, en 1787 pudo viajar a la capital francesa donde prosiguió sus estudios con Jean Pillement. Algunos dibujos de paisaje originales conservados en la Biblioteca Nacional de España y el Museo del Prado acusan esa influencia.
De vuelta a España con nombramiento de académico de mérito intervino en algunos de los proyectos promovidos por la Imprenta Real y la Calcografía Nacional, como la colección de Retratos de los españoles ilustres, donde es suyo el retrato de Andrés Laguna, según dibujo de José Maea, y las inacabadas Vistas de puertos de España, para las que firmó las vistas de los puertos de Sevilla y Luarca (1795-1796). En diciembre de 1797 se incorporó al nutrido grupo de grabadores encargado de trasladar a la estampa los dibujos y observaciones de la flora del Perú y Chile obtenidos por la expedición botánica encabezada por Hipólito Ruiz y José Pavón, costoso proyecto editorial del que se publicaron tres volúmenes entre 1798 y 1802 con el título Flora Peruviana et Chilensis, sive descriptiones et icones plantarum Peruvianarum, et Chilensium secundum systema linnaeanum digestae... si bien su contribución al proyecto se redujo a una lámina.
Dio a la estampa un Apostolado completo por dibujo de Rafael Sanzio formado por catorce láminas (los doce apóstoles, el Salvador del Mundo y san Pablo) por el que cobró 2800 reales de la Real Calcografía, que en 1799 adquirió las planchas, y por encargo de la Compañía para el grabado de los cuadros de las colecciones reales constituida en 1789 grabó una Virgen con el Niño de Murillo por dibujo de José Beratón. También la Real Calcografía le compró en 1818 por 1500 reales cada una dos láminas con San Miguel y la Santa Cruz.
Académico de la de San Carlos en 1806 y grabador de cámara, de julio de 1818 y hasta su fallecimiento al año siguiente ocupó el cargo de Conserje de la Real Galería de Pinturas, origen del que luego sería Museo Nacional del Prado.